# Reproduktor (hodowla psów)
Reproduktor – pies rasowy, który jest zdolny do rozpłodu i uzyskał stosowne uprawnienia. 
W Związku Kynologicznym w Polsce stosowne uprawnienia wydaje kierownik sekcji lub przewodniczący oddziałowej komisji hodowlanej ZKwP. Aby pies otrzymał uprawnienia reproduktora musi spełnić kilka wymogów:
- być zarejestrowanym w ZKwP, wpisanym do Polskiej Księgi Rodowodowej lub Księgi Wstępnej,
- ukończyć 15 miesięcy,
- po ukończeniu 15 miesięcy otrzymać co najmniej trzy oceny doskonałe od co najmniej dwóch różnych sędziów na minimum trzech wystawach, w tym jednej międzynarodowej albo klubowej.

W Polskiej Federacji Kynologicznej uprawnienia psa reproduktora nadaje Komisja Hodowlana powołana przy Zarządzie Głównym. Do nadania takich uprawnień pies musi:
- być zarejestrowany w Krajowej Księdze Rodowodów prowadzonej przez PFK,
- ukończyć odpowiedni wiek uzależniony od rasy (od 12 do 24 miesięcy),
- mieć wykonane badania genetyczne i ustalony profil DNA,
- uzyskać po ukończeniu – w zależności od rasy - 12 do 24 miesięcy co najmniej trzy oceny doskonałe od co najmniej dwóch różnych sędziów na wystawie organizowanej przez PFK, lub
- zaliczyć przegląd hodowlany wykonany przez sędziego kynologicznego wyznaczonego przez Komisję Hodowlaną.

Ponadto – w obu organizacjach – wybrane rasy muszą spełnić dodatkowe wymagania, tj. badania w kierunku dysplazji stawów biodrowych, zaliczenie testów psychicznych, posiadać wyszkolenie na odpowiednim poziomie, dyplom prób pracy.
Tak uzyskane uprawnienia reproduktora są bezterminowe; nie ustala się górnego limitu kryć. 
Aby potomstwo reproduktora miało rodowody, należy skojarzyć go z suką posiadającą uprawnienia suki hodowlanej.